# Liste des installations militaires à Hong Kong

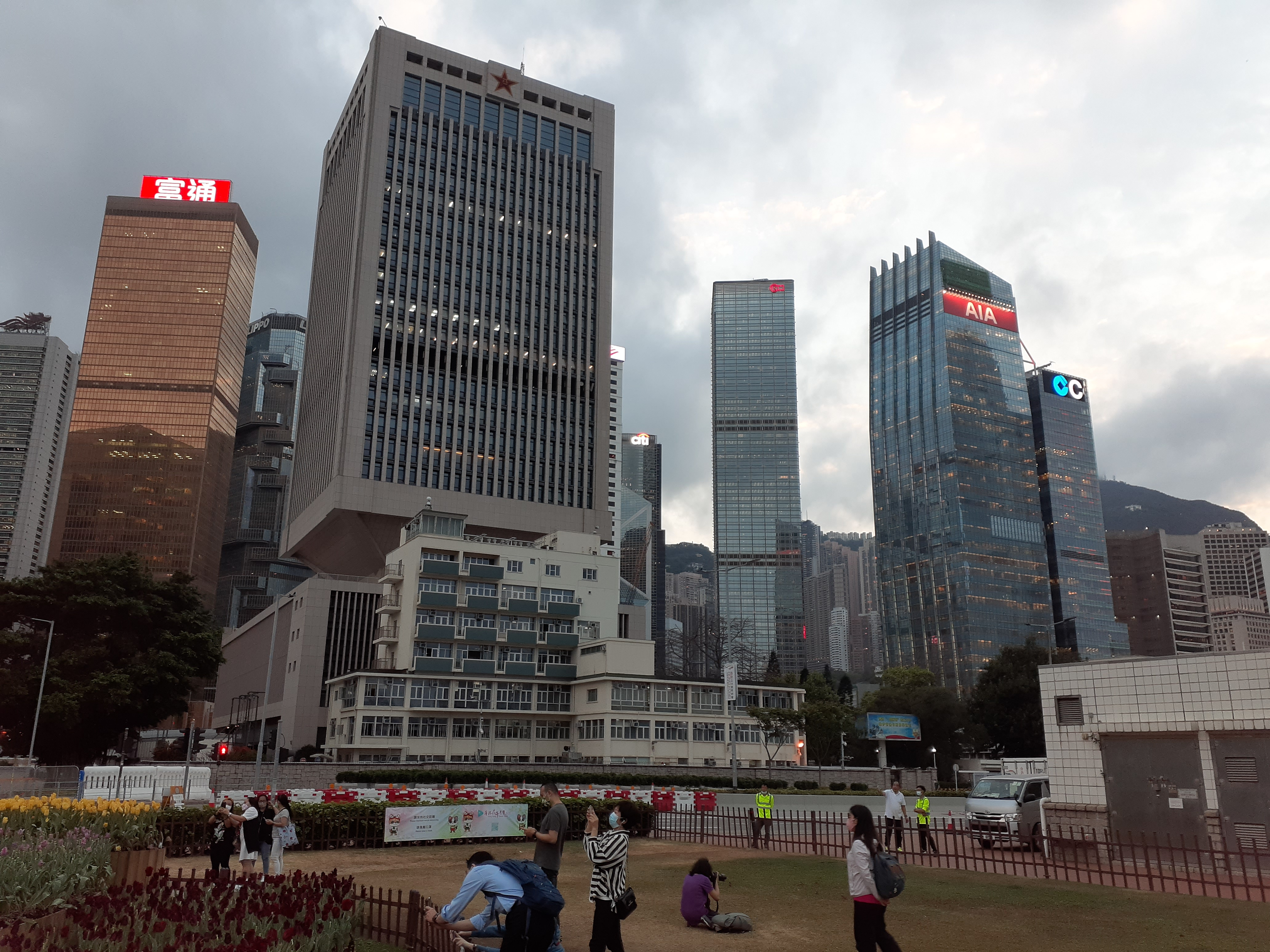
L'immeuble Prince of Wales (avec l'étoile rouge) abrite le siège de l'Armée populaire de libération à Hong Kong depuis 1997. Auparavant, il était le siège de la Royal Navy à Hong Kong depuis 1979.

À la suite de la rétrocession de Hong Kong à la Chine en 1997, le Royaume-Uni a dû céder ses installations militaires et transférer leur gestion à l'armée populaire de libération de la République populaire de Chine. Certaines avaient cependant déjà été cédées au gouvernement de Hong Kong pour un usage civil avant cette date.
Quelques rares forts chinois existaient avant l'arrivée des Britanniques à Hong Kong le 25 janvier 1841 mais la plupart étaient abandonnés à cette date.

## Installations antérieures à l'arrivée des Britanniques (1841)
- Fort de Tung Chung
- Positions du mont Kau Feng
- Fort de Tung Lung
- Fort de Fan Lau
- Batterie de Tung Chung
- Citadelle de Kowloon

## Installations fermées avant 1997[1]
- Hôpital des marins

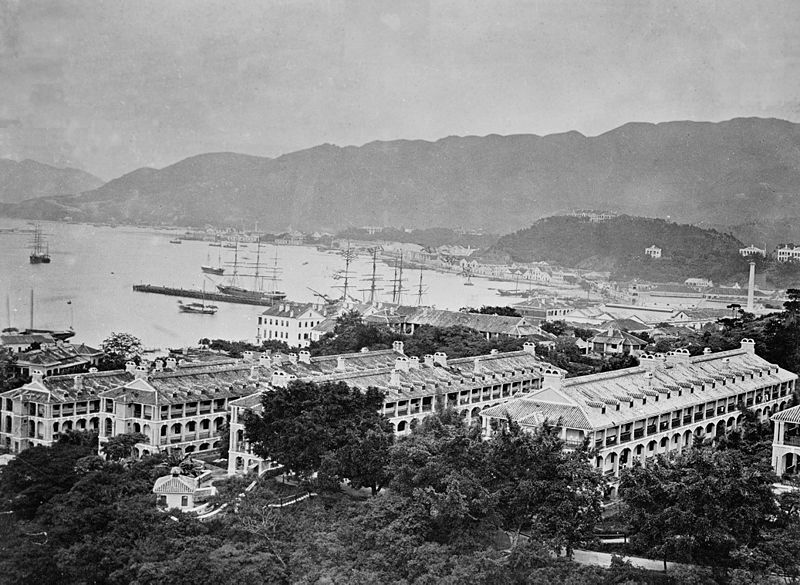
La caserne Victoria est bâtie dès l'arrivée des Britanniques à Hong Kong et fermée en 1979 pour faire place à des bâtiments modernes.

- Redoute et batteries de Devil's Peak
- Hôpital royal naval
- Camp d'Argyle Street, construit comme camp de réfugiés avant la Seconde Guerre mondiale
- Camp de Bowring
- Camp de Chamham Road
- Camp de Dodwell's Ridge
- Dépôt central de munitions d'artillerie
- Camp d'Erskine
- Camp de Little Sai Wan
- Caserne du Mont Austin
- Caserne Murray
- Batterie Murray
- Camp de North Point, construit comme camp de réfugiés avant la Seconde Guerre mondiale
- Camp de Sai Kung
- Batterie de Pinewood
- Camp de Sunny Farm
- Aérodrome de Shan Tin
- Hydroaérodrome Kai Tak
- Base de Little Sai Wan
- Caserne Victoria
- Caserne Wellington
- Caserne Whitfield

## Installations transférées au gouvernement de Hong Kong pour une reconversion civile[1]

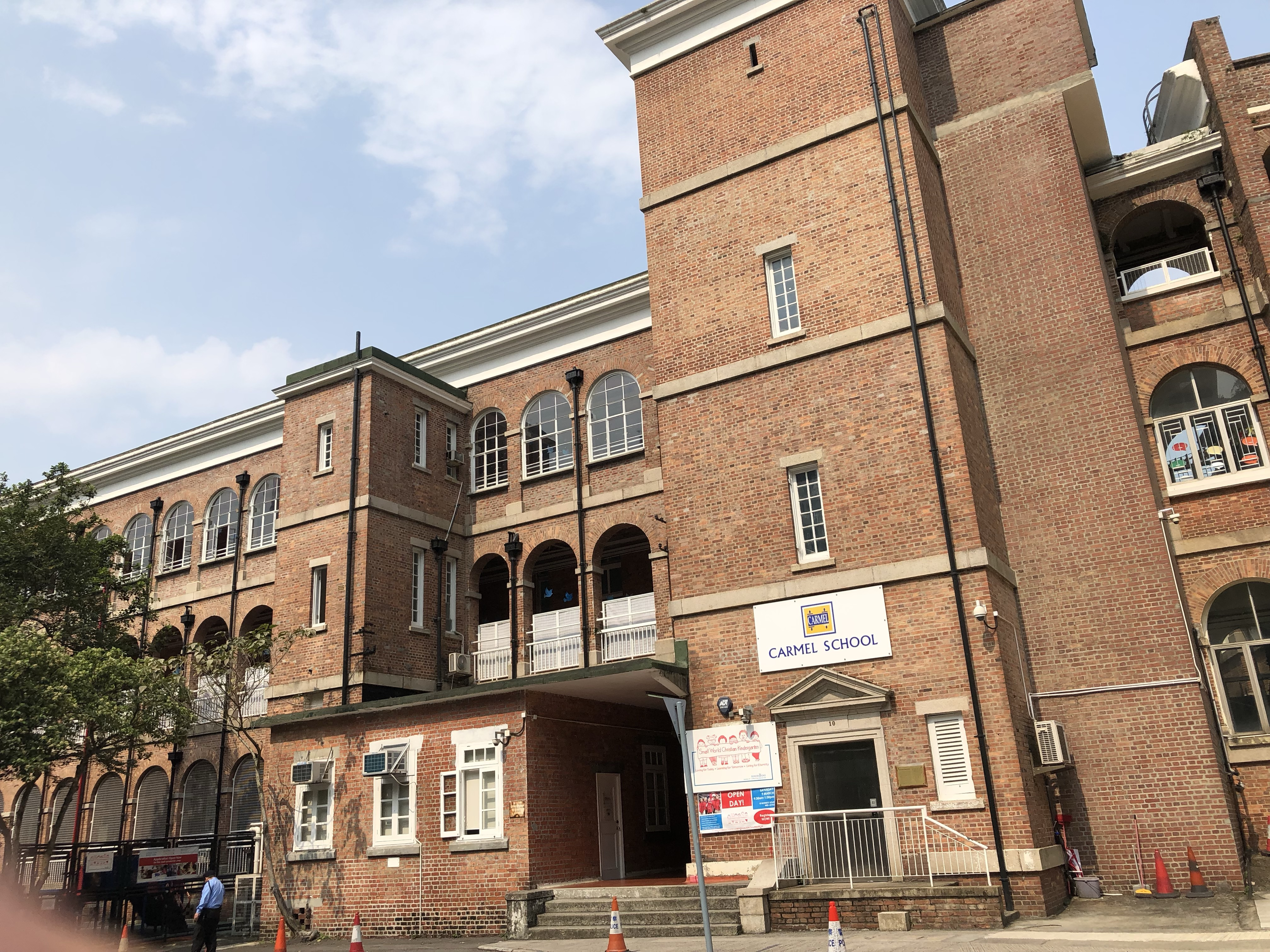
L'hôpital militaire britannique est remis au gouvernement de Hong Kong en 1967 et abrite aujourd'hui une école.

- Bloc A et E de Mount Austin Mansions
- Cour Royen
- Cape Mansions
- Caserne de Lyemoon, devenu un village de vacances
- Harcourt Place
- Aire de sports de So Kon Po
- Caserne de Blackdown
- Unité des mouvements conjoints, Kai Tak
- Hôpital militaire britannique
- Cour Tudor
- Vista Panorama
- Caserne de Sham Shui Po, devenu le parc de Sham Shui Po
- Quartiers des officiers mariés de Kowloon Tsai
- École St. George
- Aire de sports de Mission Road
- HMS Tamar, base navale de la Royal Navy, devenue le chantier naval du gouvernement sous le nom de Government Dockyard
- Camp de Burma Lines
- Camp de Lo Wu (actuelle établissement correctionnel de Lo Wu)
- Champ de tir de Lo Wu
- Camp de Dills Corner
- Quartiers des officiers mariés de Beas Stables
- Camp d'entraînement de Ping Chau
- Camp d'entraînement de High Island
- Base navale, North Stonecutters
- Camp Perowne
- Gordon Hard
- Quartiers des officiers mariés de Pearl Island

## Installations toujours en activité à Hong Kong[1]
- Caserne de Central

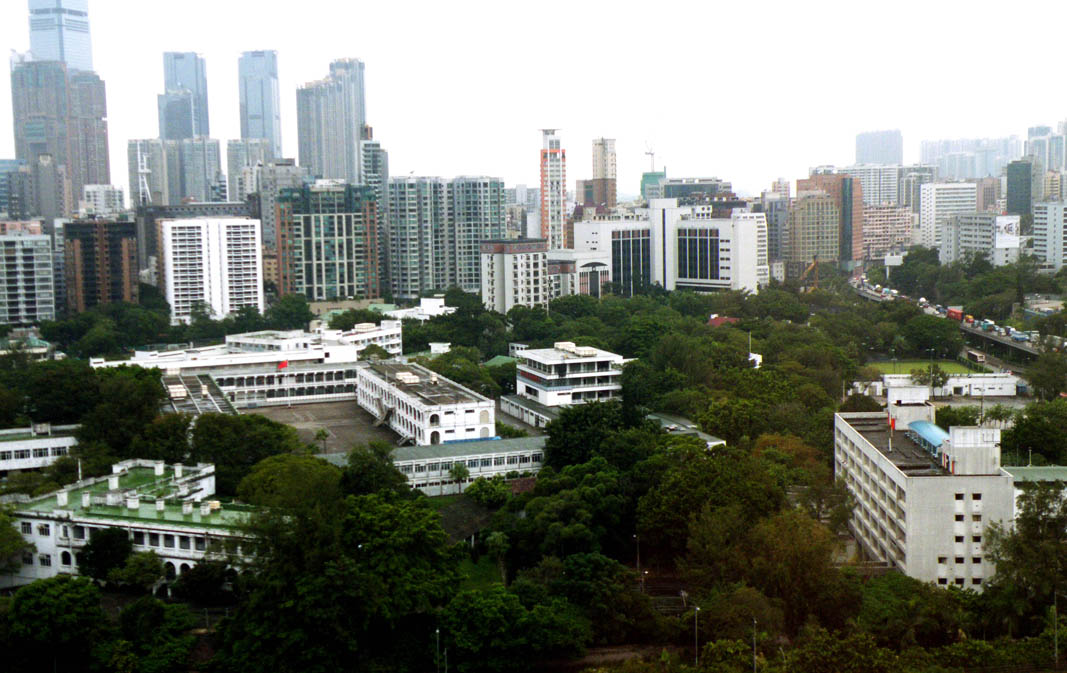
La caserne de Gun Club Hill, au cœur de Kowloon, est aujourd'hui administrée par l'armée populaire de libération chinoise.

  - Siège de l'Armée populaire de libération à Hong Kong
- Caserne de Chek Chue
- Caserne de Ching Yi To, anciennement connue sous le nom de « Queen's Line »
- Caserne de Western
- Caserne de Gun Club Hill
- Caserne de Kowloon Est, anciennement connue sous le nom de « caserne Osborn »
- N°1A Cornwall Street
- Base navale de Ngong Shuen Chau
- Caserne de Shek Kong
  - Composé nord de la caserne de Shek Kong
  - Composé sud de la caserne de Shek Kong
  - Aérodrome de Shek Kong
- Caserne de San Tin
- Caserne de Tam Mei - ancienne Lignes Cassino
- Lignes Gallipoli - du nom de la campagne de Gallipoli de la Première Guerre mondiale
- Champ de tir de San Wai/Ting Ling
- Caserne de Tai O[2]
- Champ de tir rapproché de Tsing Shan et champ de tir de Tsing Shan
- Centre de transport militaire, Chek Lap Kok
- Fort de Stanley